# Райжяйська мечеть
Райжяйська мечеть (лит. Raižių mečetė) — татарська мечеть у Литві, розташована в Алітуському повіті, староство Пуня, село Райжяй. Єдина у Литві, що діяла за радянських часів. Богослужіння проводяться рідко, місцеві мусульмани збираються тут під час великих свят.
Мечеть з 1999 року є нерухомим об'єктом культурної спадщини (реєстраційний код 24828). У селі Райжяй є кілька татарських цвинтарів, як старих, позначених пам'ятними каменями, так і діючих. Тут поховано не лише більшість татар, а й мусульман інших національностей.

## Історія
Мечеть вперше згадується в джерелах у 1663 році, а нинішня побудована в 1889 році та реконструйована у 1993 році. Тут є найстаріший відомий мінбар, датований 1686 роком, перенесений під час будівництва зі згорілої мечеті в Базораї. Оздоблено каліграфічними літерами та рослинним орнаментом.
У 2010 році до 500-річчя Грюнвальдської битви біля мечеті встановлено два сонячні годинники (автор Йонас Навікас), один з яких показує місцевий час, другий — Грюнвальдський (Польща).

## Архітектура
Дерев'яна, прямокутна в плані, з п'ятигранною прибудовою — міхрабом — на тильному фасаді, трисхилим жерстяним дахом. Споруда в народних архітектурних формах. Вежа над дахом являє собою мінарет, з якого мусульманський священнослужитель закликає вірян до молитви. Ґанок проходить на всю ширину будівлі. Вона веде до чоловічого та жіночого залів. Чоловічий зал — праворуч, жіночий — ліворуч. Вони розділені стіною. Внизу вздовж стіни залишено відкритий отвір, прикритий балюстрадою. Над входом до чоловічої та жіночої зали — балкон із балюстрадою. Підлога встелена молитовними килимками. Міхрабська ніша, спрямована в бік Мекки, і ступінчаста платформа з її правого боку — мінбар — встановлені тільки в чоловічому молитовному залі.
|                           |
| На задній стінці – міхраб |

|                   |
| Сонячний годинник |